# Sélestat Alsace handball
Il Sélestat Alsace handball è una squadra di pallamano francese avente sede a Sélestat.

Il club è stato fondato nel 1967 ed attualmente milita in Division 1 del campionato francese.

Disputa le proprie gare interne presso il CSI Sélestat di Sélestat il quale ha una capienza di 2.300 spettatori.